# GRB 080319B
GRB 080319B è un lampo gamma (GRB) identificato dal satellite Swift alle 06:12 UTC il 19 marzo 2008. Il lampo ha stabilito un nuovo record per essere stato l'oggetto osservabile ad occhio nudo proveniente da più lontano: ha avuto un picco di visibilità in magnitudine apparente di 5,3 ed è rimasto visibile ad occhio umano per circa 30 secondi. La magnitudine è stata più luminosa di 9,0 per circa 60 secondi.
Se fosse stato osservato da 1 unità astronomica di distanza, avrebbe avuto un picco di magnitudine di -67,57.

## Osservazioni

Imitazione di un artista dell'Osservatorio europeo australe del lampo gamma GRB 080319B

Il redshift del lampo è stato calcolato essere z=0,937, il che significa che l'esplosione è avvenuta circa 7,5 miliardi (7500000000 al) di anni fa (in before present), la luce dunque ha impiegato tutto questo tempo per raggiungere la Terra. Questo periodo inoltre corrisponde a circa metà rispetto a quello considerato calcolato per il Big Bang. I primi resoconti scientifici dell'evento ritenevano che il lampo gamma sarebbe potuto essere osservato fino ad un redshift di 16 (essenzialmente il momento in cui le stelle nell'universo si erano appena formate, a buon punto nell'era della reionizzazione) anche da un telescopio lungo meno di un metro che impiegasse filtri vicini all'infrarosso.
Il bagliore del lampo ha stabilito un nuovo record per essere "l'oggetto intrinsicabilmente più luminoso mai osservato da un essere umano nell'universo",
2,5 milioni di volte più luminoso della più luminosa supernova osservata finora: SN 2005ap.
Le prove suggeriscono che il bagliore fosse particolarmente luminoso a causa del raggio gamma indirizzato esattamente nel campo visivo terrestre. Ciò ha permesso una analisi senza precedenti della struttura del raggio, che sembra essere consistito in uno stretto cono concentrato ed un secondario più ampio. Supponendo ciò la normalità per un lampo gamma, ne segue che la maggior parte di rilevamenti di lampi gamma hanno solo registrato dati a proposito del cono più debole e più ampio, il che significa che gli GRB più distanti sono troppo deboli per essere identificati con i telescopi attuali. Ne deriverebbe anche che essi sono un fenomeno molto più comune di quanto non si credesse in precedenza.
Un altro record è stato stabilito per il più alto numero di lampi osservati da uno stesso satellite in un giorno: quattro. Il suffisso B infatti indica che esso è stato il secondo lampo rivelato lo stesso giorno. Inoltre se si considera l'osservazione di GRB 080320, solo in un periodo di 24 ore sono stati osservati cinque lampi gamma differenti.
Fino a questo evento, la Galassia del Triangolo, situata ad una distanza di 2,9 milioni di anni luce, era l'oggetto più lontano visibile ad occhio nudo. La galassia rimane il più lontano oggetto continuamente visibile senza l'impiego di strumentazione.
Presto questo spettacolare evento ha iniziato ad essere definito il "Clarke Event" (evento di Clarke), per aver raggiunto la Terra poche ore prima della morte di Arthur C. Clarke, vincitore nel 1956 del Premio Hugo per la sua breve storia di fantascienza del 1955 denominata "La Stella".
Il grafico sotto mostra la luminosità dell'evento in funzione del tempo in relazione alle osservazioni ad alta energia che a quelle visibili. La prima rivelazione ottica è iniziata circa due secondi prima che la sorgente fosse identificata dal telescopio SWIFT ed è durata per circa 10 secondi. L'emissione in entrambe le curve raggiunge l'apice a circa 60 secondi per poi iniziare un lungo decadimento esponenziale.

### Citazioni
- Joshua S. Bloom, "Observations of the Naked-Eye GRB 080319B: Implications of Nature's Brightest Explosion"., in Astrophysical Journal., vol. 691, 25 marzo 2008, DOI:10.1088/0004-637X/691/1/723.
- Judith L. Racusin, "Broadband observations of the naked-eye γ-ray burst GRB 080319B", in Nature, vol. 455, 2008, DOI:10.1038/nature07270, PMID 18784718.

### Riferimento al Database
- SIMBAD entry